# IV Premis Turia
Els IV Premis Turia foren concedits el juliol de 1995 per la revista valenciana Cartelera Turia amb la intenció de guardonar les persones i col·lectius que haguessen destacat l'any anterior en qualsevol de les categories i seccions que cobria la revista: cinema (pel·lícula espanyola i estrangera, actor i actriu), teatre, arts plàstiques, literatura, gastronomia, mitjans de comunicació, esports, música, literatura, etc. La llista de guanyadors era escollida per l'equip de redactors i col·laboradors de la revista.
El premi consistia en una estàtua que imitava la que sortia a la mítica pel·lícula El falcó maltès (1950) de John Huston.

## Guardons
Els guanyadors de la segona edició foren:
| Categoria                                     | Premiat                 | Labor premiada                  |
| --------------------------------------------- | ----------------------- | ------------------------------- |
| Millor Pel·lícula Espanyola                   | Días contados           | Imanol Uribe                    |
| Millor Pel·lícula Estrangera                  | Vides encreuades        | Robert Altman                   |
| Millor Opera Prima                            | Ojalá Val del Omar      | Cristina Esteban                |
| Millor Actor                                  | Gabino Diego            | Los peores años de nuestra vida |
| Millor Actriu                                 | Cristina Marcos         | Todos los hombres sois iguales  |
| Nous realitzadors                             | Juanma Bajo Ulloa       | La madre muerta                 |
| Millor contribució teatral                    | L'Om Imprebís           |                                 |
| Menció especial teatre                        | Teatre Lliure           | 20 Anys                         |
| Millor contribució gastronòmica               | Restaurante Albacar     | -                               |
| Millor contribució literària                  | Manuel Vicent           | Tranvía a la Malvarrosa         |
| Millor contribució als mitjans de comunicació | Concha García Campoy    | Noches de radio                 |
| Premi Especial de Periodisme                  | José Luis Martín Prieto |                                 |
| Millor contribució esportiva                  | Club Balonmano Alzira   |                                 |
| Millor contribució musical                    | Carles Santos           | La granya de Pasqual Picanya    |
| Premi especial musical                        | Al Tall                 | 20 Aniversari                   |
| Millor contribució a les arts plàstiques      | Miquel Navarro          | --                              |
| Premi Especial de fotografia                  | Francesc Jarque Bayo    | --                              |
| Premi Especial Humor                          | Chumy Chúmez            | --                              |
| Millor pel·lícula porno «El rincón del piu»   | Dracula                 | Mario Salieri                   |
| Millor Actor Porno Europeu                    | Rocco Siffredi          | -                               |
| Premi Huevo de Colón                          | Javier Gurruchaga       |                                 |

## Premi per votació dels lectors
| Categoria                    | Pel·lícula           | Director             |
| ---------------------------- | -------------------- | -------------------- |
| Millor pel·lícula espanyola  | Días contados        | Imanol Uribe         |
| Millor pel·lícula estrangera | Tres colors: Vermell | Krzysztof Kieslowski |